# Комбинаторные принципы
При доказательстве комбинаторных теорем обычно признаются и используются несколько полезных комбинаторных правил, или комбинаторных принципов. Примеры:
- Правило сложения, правило умножения и принцип включения-исключения часто используются для целей перечисления.
- Принцип Дирихле часто устанавливает существование чего-либо или используется для определения минимального либо максимального количества чего-либо в дискретном контексте.
- Биективное доказательство используется, чтобы убедиться, что два множества имеют одинаковое количество элементов.
- Многие комбинаторные тождества возникают из метода двойного счёта[англ.] или метода выделенного элемента[англ.].
- Производящие функции и рекуррентные соотношения — мощные инструменты, которые можно использовать для управления последовательностями, и они могут быть полезны при исследовании многих комбинаторных ситуаций.

## Правило сложения
Интуитивно правило сложения утверждает, что если событие A имеет {\displaystyle a} возможных исходов, а событие B имеет {\displaystyle b} возможных исходов, причём только одно из этих событий может произойти, то общее число возможных результатов равно {\displaystyle a+b}.
На языке теории множеств это правило означает, что размер объединения двух непересекающихся множеств равен сумме размеров этих множеств: если {\displaystyle A\cap B=\varnothing }, то {\displaystyle |A\cup B|=|A|+|B|} (здесь и далее символ {\displaystyle |A|} обозначает число элементов конечного множества {\displaystyle |A|}).
Пример. Выясним, сколько трёхзначных чисел содержат (в десятичной записи) ровно две девятки. Возможны три формата таких чисел:
{\displaystyle 9n9,n=0,1,2,\dots ,8.} Всего 9 вариантов.
{\displaystyle 99n,n=0,1,2,\dots ,8.} Всего 9 вариантов.
{\displaystyle n99,n=1,2,3,\dots ,8.} Всего 8 вариантов.
Согласно правилу сложения, всего таких чисел будет {\displaystyle 9+9+8=26.}

## Правило умножения
Правило умножения — ещё один интуитивный принцип, утверждающий, что если есть {\displaystyle a} способов сделать что-то и {\displaystyle b} способов независимо сделать что-то другое, то существует {\displaystyle ab} способов сделать и то, и другое.
Пример. Имеется 6 красных, 8 синих и 10 зеленых кубиков. Выясним, сколькими способами они могут быть разложены в два ящика. Красные кубики можно распределить по двум ящикам так:
{\displaystyle 0+6;1+5;2+4;3+3;4+2;5+1;6+0.} Всего 7 вариантов.
Аналогично и независимо синие кубики дают 9 вариантов, зелёные — 11. По правилу умножения общее число вариантов равно {\displaystyle 7\cdot 9\cdot 11=693} способа.

Включение – исключение для трёх множеств

## Принцип включения-исключения
Принцип включения-исключения связывает размер объединения нескольких множеств с размером каждого множества и размерами их возможных пересечений. Простейший пример: если имеются два множества, то количество элементов в их объединении равно сумме количеств элементов во множествах за вычетом количества элементов в их пересечении:
{\displaystyle |A\cup B|=|A|+|B|-|A\cap B|}
Эта формула обобщает приведённое выше правило суммы. Вариант для трёх множеств:
{\displaystyle |A\cup B\cup C|=|A|+|B|+|C|-|A\cap B|-|A\cap C|-|B\cap C|+|A\cap B\cap C|}
В общем случае принцип утверждает: если {\displaystyle A_{1}\dots A_{n}} — конечные множества, то:
{\displaystyle {\begin{aligned}{\biggl |}\bigcup _{i=1}^{n}A_{i}{\biggr |}&{}=\sum _{i=1}^{n}\left|A_{i}\right|-\sum _{i,j\,:\,1\leq i<j\leq n}\left|A_{i}\cap A_{j}\right|\\&{}\qquad +\sum _{i,j,k\,:\,1\leq i<j<k\leq n}\left|A_{i}\cap A_{j}\cap A_{k}\right|-\ \cdots \ +\left(-1\right)^{n-1}\left|A_{1}\cap \cdots \cap A_{n}\right|.\end{aligned}}}
Пример. В группе 40 туристов. Из них 20 человек говорят по-английски, 15 — по-французски, 11 — по-испански. Английский и французский знают семь человек, английский и испанский — пятеро, французский и испанский — трое. Два туриста говорят на всех трёх языках. Сколько человек группы не знают ни одного из этих языков? Подсчитаем по формуле включений-исключений общее число туристов, знающих хотя бы один из упомянутых языков: {\displaystyle 20+15+11-7-5-3+2=33.} Следовательно, ответ: {\displaystyle 40-33=7.}

## Правило деления
Комбинаторное определение: если задача решается с помощью процедуры, которая может быть выполнена {\displaystyle n} способами, причём для каждого способа существуют {\displaystyle d-1} неразличимых с ним результата, то всего существуют {\displaystyle n/d} различных способов выполнить задачу.
На языке теории множеств: если конечное множество {\displaystyle A} является объединением {\displaystyle n} попарно непересекающихся подмножеств, каждое из которых содержит {\displaystyle d} элементов, то {\displaystyle n=|A|/d.}
На языке функций: если функция {\displaystyle f} отображает конечное множество {\displaystyle A} на конечное множество {\displaystyle B,} причём прообраз каждого значения {\displaystyle b\in B} содержит ровно {\displaystyle d} значений из A, то {\displaystyle |B|=|A|/d.}
Пример. Сколько существует различных способов усадить четырёх человек за круглый стол? Способы считаются различными, если хотя бы у одного человека сосед слева или справа отличается. Решение: если отбросить условие, то существует {\displaystyle 4!=24} способа, но каждый способ имеет 3 «двойника», отличающиеся поворотом вокруг стола, и по условию задачи все они считаются за один способ. В итоге имеем {\displaystyle 24/4=6} различных способа.

## Принцип Дирихле
Принцип Дирихле в комбинаторике в простейшей формулировке гласит, что если {\displaystyle a} объектов разместить в {\displaystyle b} ящиках, причём {\displaystyle a>b,} то по крайней мере один ящик будет содержать более одного объекта. С помощью этого принципа и его обобщений можно, например, продемонстрировать существование в множестве элемента с некоторыми специфическими свойствами.
Пример. Часть компании из {\displaystyle N} людей {\displaystyle (N>1)} обменивается рукопожатиями. Доказать, что в компании найдутся по крайней мере два человека, совершившие одинаковое число рукопожатий. 
Доказательство. Определим {\displaystyle N} «ящиков» {\displaystyle H_{0},H_{1}\dots H_{N-1}} и занесём в ящик {\displaystyle H_{k}} тех участников компании, которые совершили {\displaystyle k} рукопожатий. Если ящик {\displaystyle H_{0}} не пуст, то один или более участников компании не совершили ни одного рукопожатия, а, значит, ящик {\displaystyle H_{N-1}} тогда пуст, потому что число совершивших рукопожатия получается тогда меньше {\displaystyle N.} Отсюда следует, что непустых ящиков всегда меньше, чем {\displaystyle N,} и, следовательно, по крайней мере один ящик соответствует двум или более людям. ■

## Биективное доказательство
Биективные доказательства используется для доказательства того, что два конечных множества имеют одинаковое число элементов; они особенно полезны в тех случаях, когда число элементов в одном множестве найти проще, чем в другом. В ходе доказательства строится биективная функция (взаимно однозначное соответствие) между этими множествами.
Пример. Докажем один из вариантов правила Паскаля: {\displaystyle C_{n+1}^{k+1}=C_{n}^{k+1}+C_{n}^{k},} где {\displaystyle 0\leqslant k\leqslant n-1,} а биномиальный коэффициент {\displaystyle C_{n}^{m}} одновременно характеризует число {\displaystyle m}-элементных подмножеств натурального интервала {\displaystyle \mathbb {R_{n}} =\{1,2,\dots n\}}. Сопоставим каждому {\displaystyle (k+1)}элементному подмножеству интервала {\displaystyle \mathbb {R_{n+1}} } само это подмножество, если оно не содержит числа {\displaystyle n+1,} или его же за вычетом {\displaystyle n+1,} если содержит. Несложно показать, что для каждого {\displaystyle k} получается биекция {\displaystyle (k+1)}-элементных подмножеств {\displaystyle \mathbb {R_{n+1}} ,} с одной стороны, и подмножеств {\displaystyle \mathbb {R_{n}} } длины {\displaystyle k+1} и {\displaystyle k}, с другой стороны. Этот факт и отражает правило Паскаля.

Умножение 5 на 3 даёт тот же результат, как и умножение 3 на 5

## Двойной подсчёт
Двойной счет — это метод, который приравнивает два выражения для размера исследуемого множества, полученные двумя разными способами. Данный метод чрезвычайно полезен, например, для получения комбинаторных тождеств.
Простейший пример (см. рисунок): подсчёт объектов в прямоугольной таблице по строкам и по столбцам приводит к одному и тому же результату, откуда следует коммутативность умножения.

## Метод выделенного элемента
Метод выделенного элемента отмечает некоторый «выделенный элемент» множества для доказательства нужного результата.

## Производящая функция
Производящая функция последовательности {\displaystyle \{a_{1},a_{2},a_{3}\dots \}} — это степенной ряд, коэффициенты которых соответствуют членам заданной последовательности.
{\displaystyle G(a_{n};x)=\sum _{n=0}^{\infty }a_{n}x^{n}.}
Это представление часто позволяет применить к комбинаторным задачам мощные методы математического анализа.

## Рекуррентное соотношение
Рекуррентное соотношение определяет каждый член последовательности, кроме начального, через предыдущие члены. Пример: числа Фибоначчи.
Рекуррентное соотношение могут привести к ранее неизвестным свойствам последовательности, но обычно выражения в закрытой форме для членов последовательности более желательны.